# سونیک و راز حلقه‌ها
سونیک و راز حلقه‌ها (به انگلیسی: Sonic and the Secret Rings) یک بازی پرشی توسعه‌یافته توسط سونیک تیم می‌باشد که توسط سگا در سال ۲۰۰۷ برای وی منتشر گردید.